# Rubén Corimayo
Humberto Rubén Corimayo (Cerrillos, 29 de abril de 1956 - Salta, 11 de septiembre de 2020) fue un político argentino que se había desempeñado en el cargo de Intendente de San José de los Cerrillos durante dieciséis años con un intervalo entre 1999 y 2003.

## Biografía
Humberto Rubén Corimayo nació en San José de los Cerrillos el 29 de abril de 1956.
Antes de ser electo Intendente del Municipio Cerrillos fue concejal del mismo.
En el año 1995 es electo como intendente de su ciudad natal dentro de las filas del Partido Justicialista. además de integrar las comisiones de Acción Social y Becas; Cultura, Educación y Prensa; Deportes, Turismo y Recreación; y Asuntos Vecinales, Organizaciones Comunitarias y Defensa del Consumidor. En su gestión como diputado presentó distintos proyectos destinados a la obra pública.
Corimayo no fue reelecto en las elecciones de 1999, pero volvió a comandar al municipio a partir del año 2003. Siendo reelegido para el cargo en 2007 y 2011 llegando de esa manera a un total de dieciséis años en total al frente del municipio y doce de ellos de forma ininterrumpida.luego se mudó a Salta donde cursó sus estudios primarios en la Escuela Parroquial Nuestra Señora de la Merced y los estudios secundarios en el Bachillerato Humanista Moderno. Realizó la Licenciatura en derecho en la Universidad Católica de Salta.
Rubén fue amenazado de muerte por un vecino del municipio tras haber perdido su puesto de trabajo en la administración pública municipal. Corimeyo se negó a reincorporarlo y el vecino lo amenazó con matarlo con un arma de fuego.En ese mismo año y en una doble candidatura Calletti fue precandidata a diputada nacional por el Frente de Todos acompañando a Emiliano Estrada. El 12 de septiembre de 2021 dirimieron la precandidatura del frente contra Jorge Guaymás en las urnas. Siendo la lista Salta Unida la más votada de manera individual con 121.888 votos siendo secundada por Guillermo Durand Cornejo del frente provincial Unidos por Salta. En la sumatoria de votos el frente integrado por Estrada, Calletti y Guymás superó por alrededor de tres mil votos al frente Juntos por el Cambio+. Calletti finalmente sería candidata de cara las elecciones generales del 14 de noviembre.
Humberto Rubén Corimayo se presentaría a una nueva reelección para Intendente municipal en el año 2015, buscando renovar su trabajo como intendente con el apoyo de los vecinos. En las elecciones PASO, el intendente sacaría un total de 2.928 votos y sería el candidato más votado de forma individual pero su frente quedaría en segundo puesto por detrás del frente opositor al gobierno de Juan Manuel Urtubey, Romero+Olmedo. En las elecciones generales los resultados se darían vuelta y el intendente Corimayo no obtendría la reelección. El dirigente del Partido Justicialista lograría un total de 3.769 votos contra los 6.887 que obtuvo Yolanda Vega su principal contrincante.
Luego de perder las elecciones Corimayo no participaría de las siguientes elecciones, alejándose de la política. Luego del fallecimiento de Rubén, su hija Celeste fue elegida como concejal para el periodo 2021-2023.

### Fallecimiento
En la tarde del 11 de septiembre de 2020 fallece afectado por un cuadro de neumonía como consecuencia del COVID-19. El exjefe comunal estaba internado en el hospital Papa Francisco desde el jueves 10 de septiembre, luego de ser trasladado desde Cerrillos como consecuencia de su cuadro respiratorio que se había agravado en las últimas horas. Su hermana, Nancy Corimayo, también había contraido el virus y falleció el 10 de septiembre. La causa del deceso fue una neumonía que se complicó por su condición de paciente diabético.